# György Bánffy (1661-1708)

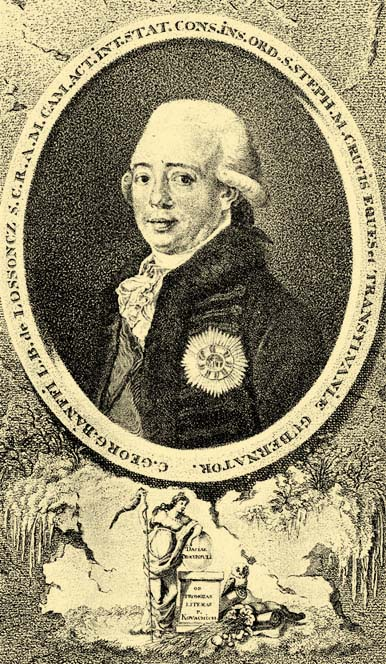
György Bánffy

György Bánffy de Losoncz (1661 - Nagyszeben, 15 november 1708) was een Hongaars edelman en gouverneur van Zevenburgen onder Habsburgse heerschappij vanaf 1691 tot aan zijn dood in 1708.

## Biografie
Baron György Bánffy werd in 1661 geboren in de adellijke Hongaarse familie Bánffy de Losonc(z) als zoon van Dénes Bánffy en Kata Bornemisza, de zus van Michaël I Apafi's echtgenote Anna. Hij was opper-ispán van de comitaten Doboka (1681-1685), Fehér (1685-1693) en Kolozs (1693-1708). Op de Landdag in Fogaras van 1691 werd hij aangeduid als gouverneur van Zevenburgen onder de jonge vorst Michaël II Apafi. Vanaf 1695 maakt Keizer Leopold I een einde aan het fabeltje van Zevenburgse onafhankelijkheid door het bij Oostenrijk in te lijven, hetgeen werd bevestigd door de Vrede van Karlowitz in 1699. Nadien werd György Bánffy de eerste Zevenburgse gouverneur onder Habsburgs bestuur. In 1696 werd hem door keizer Leopold I de titel van graaf verleend.
Hierna begon György Bánffy zijn burcht in Bonchida tot een waar kasteel om te bouwen. De werken moesten echter worden onderbroken door Frans II Rákóczi's opstand tegen de Habsburgers. Hij stierf in 1708 in Nagyszeben, het huidige Sibiu. Zijn gelijknamige kleinzoon György Bánffy (1746–1822) zou later ook gouverneur van Zevenburgen worden.